# 西田町三町目
西田町三町目（にしたまち さんちょうめ）は、福島県郡山市の大字である。郵便番号は963-0922。

## 地理
郡山市北東部の西田地区に属する。北で西田町鬼生田、西田町土棚、東で西田町高柴、南で西田町大田、西田町木村、西田町芹沢、西で日和田町八丁目とそれぞれ隣接する。概ね町村制施行以前の田村郡三町目村の流れを汲む地域である。一級水系阿武隈川右岸域と支流の天神川下流域を主な範囲とする。川沿いの平地に水田が広がり、主に街道沿いに集落が立地する。西田町三町目に所在する郡山北警察署西田駐在所及び日和田町に所在する郡山消防署日和田分署がそれぞれ管轄にあたる。

### 主な字
字
- 前田
- 小和滝
- 仁王ケ作
- 平
- 平舘
- 清水堂
- 北ノ内
- 谷地

- 大明
- 関根
- 大森
- 北田
- 前舘
- 松ケ作
- 竹ノ内
- 柳内

- 沖田
- 鍋焼田
- 吉田
- 桜内
- 横内
- 福内
- 山王
- 宮内

- 細田
- 大谷地
- 中ノ内
- 丸山
- 鐘撞田
- 白石作
- 大平
- 長喜田

- 外内
- 前長喜田
- 栢作
- スソフ田

### 河川
一級水系阿武隈川水系
- 阿武隈川
  - 天神川
    - 細田川

## 歴史
- 1879年1月27日 - 三春藩領三丁目村、守山藩領三城目村が福島県内における郡区町村制の施行により田村郡の村となる。
- 1879年11月18日 - 三丁目村と三城目村が合併し、三町目村となる。
- 1889年4月1日 - 町村制の施行により三町目村が大田村、木村、鬼生田村と合併し逢隈村が発足する。旧三町目村域は逢隈村の大字となる。
- 1955年4月1日 - 逢隈村が高野村と合併し西田村が発足し、西田村の大字となる。
- 1965年8月1日 - 西田村が中田村と共に郡山市に編入され、郡山市の大字となる。

## 世帯数と人口
2024年1月1日現在の世帯数と人口は以下の通りである。
| 大字         | 世帯数  | 人口  |
| ------------ | ------- | ----- |
| 西田町三町目 | 348世帯 | 843人 |

## 小・中学校の学区
市立小・中学校に通う場合、学区は以下の通りとなる。
| 番地 | 義務教育学校     |
| ---- | ---------------- |
| 全域 | 郡山市立西田学園 |

## 交通

### 道路
- 磐越自動車道（域内南西端をかすめる）
- 福島県道73号二本松金屋線
- 福島県道115号三春日和田線
  - 小和滝橋
- 郡山市道1-50号根木屋鬼生田線（郡山東部広域農道）

## 施設
- 郡山北警察署西田駐在所
- 郡山市西田行政センター
  - 西田公民館
- 西田保育所
- 西田郵便局
- JA福島さくら 西田総合支店
- ブイチェーン 西田店
- ローソン 郡山西田町店
- 梅の里
- 山王桜
- 吉田神社